# Флаг Углегорского района
Флаг муниципального образования Углего́рский муниципальный район Сахалинской области Российской Федерации является опознавательно-правовым знаком, служащим официальным символом муниципального образования.
Флаг утверждён 19 мая 2011 года решением Собрания Углегорского муниципального района № 183 и в этот же день внесён в Государственный геральдический регистр Российской Федерации с присвоением регистрационного номера 6925.

## Описание
Описание флага, внесённого 19 мая 2011 года в Государственный геральдический регистр Российской Федерации, гласит:
«Прямоугольное красное полотнище с отношением ширины к длине 2:3, с голубым равнобедренным треугольником, основанием совпадающим с верхним краем полотнища, а вершиной достигающим нижнего. На треугольнике воспроизведены жёлтым и белым цветом скрещённые молоты и якорь под тремя пятилучевыми звёздами из герба Углегорского муниципального района».
Описание флага, утверждённое решением Собрания Углегорского муниципального района от 19 мая 2011 года № 183, гласит:
«Прямоугольное красное полотнище с отношением ширины к длине 2:3, с голубым равнобедренным треугольником, основанием примыкающим к верхней стороне полотнища, а вершиной — к нижней (ширина основания треугольника — 5/9 длины полотнища). На треугольнике воспроизведены жёлтым и белым цветом скрещённые молоты и якорь под тремя пятилучевыми звёздами».

## Обоснование символики
Флаг разработан на основании герба Углегорского района, который языком символов и аллегорий отражает экономические и природно-географические особенности Углегорского муниципального района.
Углегорский муниципальный район располагает основными месторождениями угля в Сахалинской области. Развитие угольной промышленности — основы экономики района — стало базой для формирования инфраструктуры региона и серьёзной поддержкой для развития иных отраслей промышленности.
На флаге угольные шахты аллегорически показаны в виде геральдической фигуры — опрокинутого острия в красном поле. Скрещённые шахтёрские молотки дополняют символику угольной промышленности.
Изображение на флаге голубого цвета символизирует водные просторы и чистое небо, которые местные жители стараются сохранить в чистоте для своих потомков. Голубой цвет и якорь указывают на наличие морского выхода в акваторию океана, который имеется в каждом из трёх поселений района.
Три жёлтые звезды отображают три поселения, которые входят в состав муниципального района — Углегорское, Шахтёрское городские и Бошняковское сельское поселения.
Красный цвет символизирует трудолюбие жителей Углегорского района, занятых в различных сферах деятельности. Красный цвет — символ труда, мужества, жизнеутверждающей силы и красоты, праздника.
Голубой цвет (лазурь) — символ возвышенных устремлений, чести, славы, преданности, бессмертия.
Жёлтый цвет (золото) — это цвет солнца, богатства, символ плодородия, урожая, уважения.
Белый цвет (серебро) — символ чистоты, совершенства, мира и взаимопонимания.